# Bitva u Arcis-sur-Aube
Bitva u Arcis-sur-Aube byla ozbrojeným střetem napoleonských válek. V bitvě porazil maršál Schwarzenberg armádu francouzského císaře Napoleona.